# Gwary pomorskie języka dolnoniemieckiego
Gwary pomorskie języka dolnoniemieckiego – grupa gwar używanych na terenach nadbałtyckich Polski i Niemiec. Pod względem lingwistyczno–geograficznym należą do dialektów wschodniodolnoniemieckich.
Podział dolnoniemieckich gwar pomorskich:
- gwara zachodniopomorska (Westpommersch) zwana też przedniopomorską (Vorpommersch)
- gwara środkowozachodniopomorska (Westmittelpommersch) i środkowowschodniopomorski (Ostmittelpommersch)
- gwara tylnopomorsko-zachodniopruska (Hinterpommersch-Westpreußisch) – zanikająca
  - gwara zachodniotylnopomorska (Westhinterpommersch)
  - gwara wschodniotylnopomorska (Osthinterpommersch)
  - gwara bobolicka (Bublitzisch)